# Kajetan Mühlmann

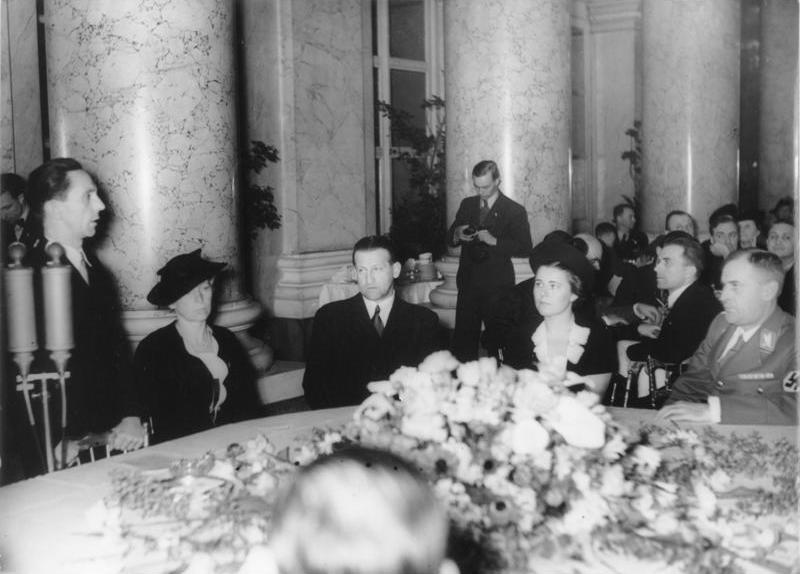
Kajetan Mühlmann w wiedeńskim Hofburgu, 30 marca 1938, siedzi pomiędzy Gertrudą Seyß-Inquart i Paulą Wessely w czasie przemówienia Goebbelsa

Kajetan Mühlmann także Kaj lub Kai (ur. 26 czerwca 1898 w Uttendorfie, zm. 1958 w Monachium) – austriacki historyk sztuki, polityk nazistowski, SS-Standartenführer, sekretarz stanu oraz kierownik Głównego Wydziału Nauki i Oświaty Rządu Generalnego Gubernatorstwa (Hauptabteilung Wissenschaft und Unterricht der Regierung des Generalgouvernements).
Był także szefem organizacji o nieformalnej nazwie „Dienststelle Mühlmann” („biuro Mühlmanna”). Pełniła ona funkcję izby rozrachunkowej („Clearingstelle”) w obrocie zrabowanymi dziełami sztuki w czasie II wojny światowej w Austrii, Polsce , Holandii, Belgii oraz Francji.

## Rodzina
Urodził się 26 czerwca 1898 roku w Uttendorfie w pobliżu Zell am See w Austrii. Po śmierci ojca jego matka wyszła za mąż ponownie za kuzyna ojca. Rodzina liczyła łącznie ośmioro dzieci, z których sześcioro dożyło dorosłości. Brat Mühlmanna Josef w okresie III Rzeszy był funkcjonariuszem gestapo.

## Życiorys
Dorastał w rodzinnym gospodarstwie i chodził do szkoły w Salzburgu. Jako 17-latek w 1915 roku zgłosił się na ochotnika do służby w czasie I wojny światowej. Wielokrotnie został odznaczony. W 1918 roku został poważnie ranny, a w ranę wdała się infekcja, która negatywnie odbiła się na jego zdrowiu. Po rekonwalescencji powrócił do Wiednia, gdzie zapisał się do partii narodowo-socjalistycznej.
W 1922 roku rozpoczął studia historii sztuki na uniwersytetach w Innsbrucku oraz Wiedniu, które ukończył w 1926 roku doktoratem „Barock Brunnen und Wasserkunst in Salzburg” (Barokowe fontanny i wodotryski w Salzburgu). Po studiach powrócił do Salzburga, gdzie zaangażował się w ochronę lokalnych zabytków sztuki. Pełnił ponadto funkcję z zakresu public relations pracując jako Propagandaleiter Festiwalu w Salzburgu. W okresie tym poznał siostry Hermanna Göringa, co w późniejszym okresie pomogło mu w karierze.
W czerwcu 1933 roku autorytarny kanclerz Engelbert Dollfuß zdelegalizował działalność narodowych socjalistów w Austrii, za co w lipcu 1934 roku został zamordowany przez jednego z nazistowskich bojówkarzy. Działalność nazistów na terenie Austrii została wówczas całkowicie zakazana, a wielu aktywistów partyjnych aresztowano. W 1935 roku zatrzymany został również Mühlmann, którego oskarżono o zdradę państwa oraz przynależność do partii nazistowskiej. W trakcie procesu zmieniono kwalifikację czynu ze zdrady na „przynależność do tajnego stowarzyszenia”, a wcześniejszy wyrok 20 lat pozbawienia wolności zmniejszono. Wkrótce jednak został zwolniony i pełnił funkcję kuriera pomiędzy działaczami rozbitego ruchu nazistowskiego w Austrii a nazistami w Niemczech, głównie w Bawarii.

### Okupowana Polska

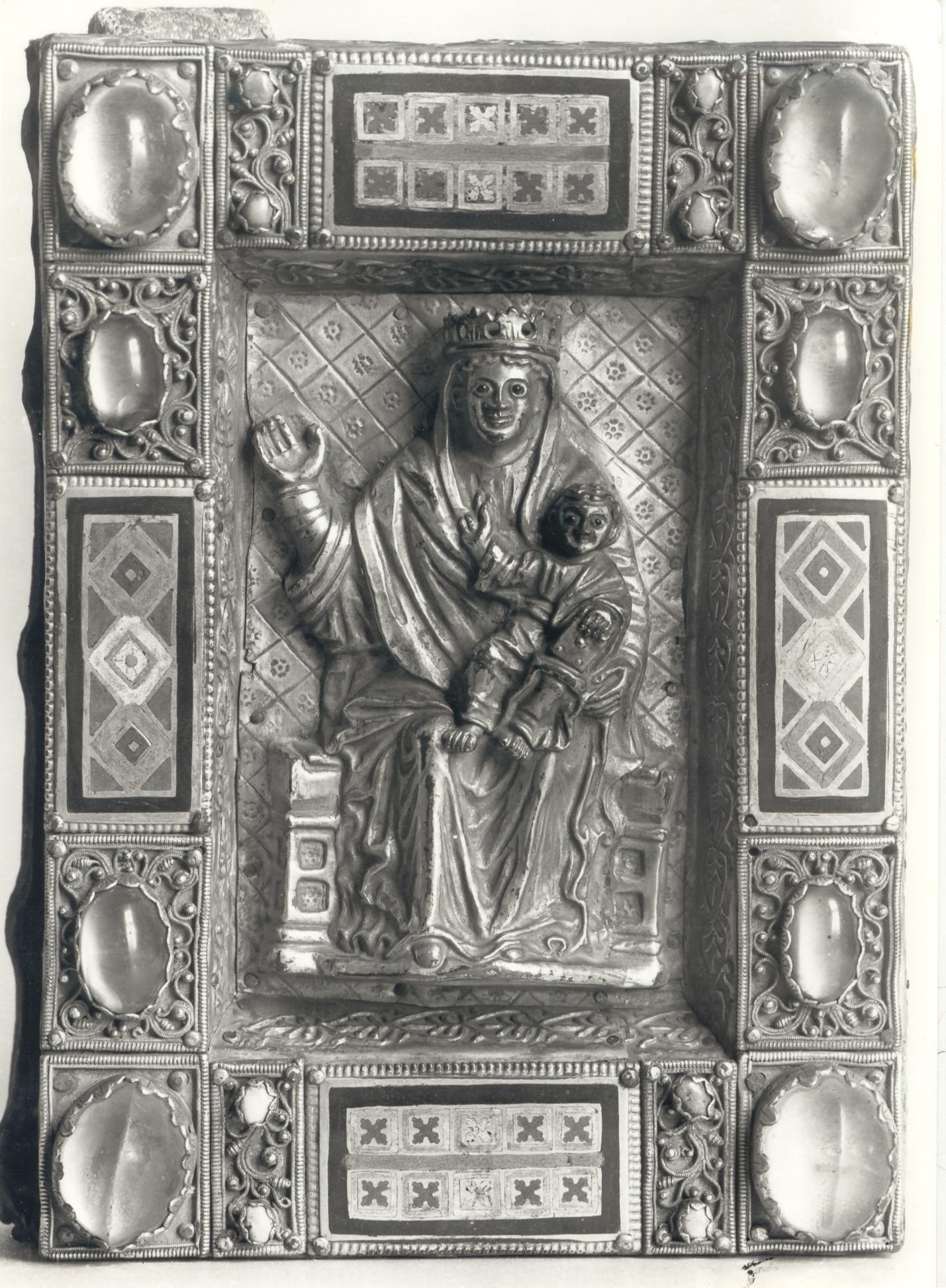
Repusowana, złocona oprawa psałterza z XII wieku zrabowanego w Polsce w czasie II wojny światowej.

W 1939 roku Hermann Göring mianował go specjalnym pełnomocnikiem do spraw ochrony i zabezpieczania dzieł sztuki na zajętych terenach wschodnich (niem. Sonderbeauftragte für den Schutz und die Sicherung von Kunstwerken in den besetzten Ostgebieten). W rządzie Generalnego Gubernatorstwa pełnił również funkcję podsekretarza stanu przy gubernatorze Hansie Franku. Był jednocześnie kierownikiem głównego wydziału nauki i oświaty, odpowiedzialnym za grabież i wywożenie z terenu Generalnej Guberni dzieł sztuki oraz kultury.
Zgodnie z wytycznymi Göringa, ówczesny przewodniczący Rady Ministrów III Rzeszy Heinrich Himmler 16 grudnia 1939 roku wydał specjalne zarządzenie o konfiskacie w okupowanej Polsce dzieł sztuki, archiwów, dokumentów, zbiorów itp. Mühlmann nadzorował przydzieloną do tego zadania grupę dziewięciu ekspertów z zakresu sztuki wyznaczonych do dwóch kilkunastoosobowych zespołów. Pierwsze prowadzone było przez jego brata Josefa i obejmowało swym zasięgiem północną część okupowanej Polski z siedzibą w Muzeum Narodowym w Warszawie. Drugie natomiast działało na południu, kierowane przez dr. Gustava Barthela, z siedzibą w Bibliotece Jagiellońskiej w Krakowie. Zespoły te zajmowały się wyszukiwaniem, dokumentowaniem, klasyfikowaniem oraz rabunkiem dzieł sztuki według trzech kategorii:
- Wahl I – najwyższej klasy, zarezerwowane dla III Rzeszy,
- Wahl II – drugiej klasy, zaklasyfikowane jako „niekoniecznie godne Rzeszy, ale dobrej jakości”, były przechowywane zarówno w Polsce (głównie w Bibliotece Jagiellońskiej) lub w Deutsche Bank w Berlinie,
- Wahl III – zwykle zatrzymywane przez administrację okupacyjną lub SS, „na cele reprezentacyjne”, czyli z przeznaczeniem do wystroju domów oraz biur niemieckiej nazistowskiej administracji.

Mühlmann był osobiście odpowiedzialny za wywóz z terenu okupowanej Polski wielu cennych zabytków kultury. 23 listopada 1939 roku wraz z wiedeńskim antykwariuszem dr Antonim Krausem z upoważnienia Hansa Franka zgłosili się do dyrekcji Biblioteki Narodowej w Warszawie gdzie zajęli się przeglądaniem oraz katalogowaniem zbiorów bibliotecznych. Odkryli skrzynie z najcenniejszymi rękopisami złożonymi w Forcie Sokolnickiego oraz zbiory ukryte w Forcie Legionów. Szukali konkretnych egzemplarzy książek według listy przygotowanej przez Krausa, który w okresie przedwojennym bywał w Warszawie i zapoznał się z zawartością katalogów. Polscy bibliotekarze odmówili wydania Niemcom zbiorów wobec czego Mühlmann powrócił do Biblioteki Narodowej w asyście niemieckiej policji oraz I. A. Tschaschela asesora sądowego pełniącego funkcję kierownika Abwicklungsstelle fur das polnische Kultur- und Unterrichtministerium (pol. Komisji Likwidacyjnej Ministerstwa). Mühlmann między innymi osobiście skonfiskował kolekcję 25 rysunków Albrechta Dürera ze zbiorów dawnego Muzeum Lubomirskich we Lwowie.

### Okres powojenny
W lipcu 1944 roku uznając, że wojna dla III Rzeszy jest przegrana, wyjechał do Wiednia, gdzie już wcześniej wysłał swoją żonę i dzieci. Doradzał tam przedstawicielom nazistowskiej elity. Ernst Kaltenbrunner konsultował z nim utworzenie przejściowego rządu austriackiego, który byłby możliwy do zaakceptowania przez aliantów.
Został schwytany przez Amerykanów w Seewalchen am Attersee w austriackich Alpach 13 czerwca 1945. Podczas przesłuchania przyznał się do przywłaszczenia własności Żydów, ale twierdził, że nie wiedział o holokauście. Podjął współpracę z alianckimi prokuratorami, dostarczając im zeznania w procesach czołowych nazistów, dzięki czemu uniknął kary. Od 1947 roku przebywał w Monachium pod opieką amerykańskiego rządu wojskowego w Bawarii, gdzie pomagał w identyfikacji dzieł sztuki oraz antyków. W lutym 1948 roku zachorował i został zabrany do szpitala, skąd udało mu się uciec.
Pomimo austriackich i polskich starań nie doszło do jego ekstradycji z terenu okupowanych Niemiec. W latach 1951–1952 był sądzony zaocznie w Wiedniu i uznany za winnego zdrady. Jego majątek został skonfiskowany, ale władze były w stanie znaleźć tylko jego niewielką część. Do końca życia Mühlmann żył w południowej Bawarii w pobliżu jeziora Starnberg, utrzymując się ze sprzedaży dzieł sztuki.
Dzięki swojemu wykształceniu Mühlmann był jednym z najbardziej efektywnych nazistowskich złodziei sztuki. W 1946 roku został opisany przez dziennikarza amerykańskiego „The Atlantic Monthly” Jamesa S. Plauta jako „najbardziej nieprzejednany nazista w grupie szabrowników przeznaczonych do amerykańskiego śledztwa w okresie letnim 1945 r.” Jonathan Petropoulos, historyk sztuki specjalizujący się w badaniu nazistowskich grabieży, nazwał go „jednym z największych grabieżców sztuki w historii ludzkiej cywilizacji”.